# Festival d'Helsinki
Le Festival d'Helsinki (finnois : Helsingin juhlaviikot) est un festival annuel multi-art organisé en fin août-début septembre à Helsinki en Finlande.

## Présentation
Le festival dure quinze jours. 
Les spectacles comprennent du théâtre, de la musique, de la danse, des expositions d'art, du cirque, des films, des programmes pour enfants et diverses autres formes d'expression culturelle.
Certain événements se déroulent sous le chapiteau Huvilatelta monté sur la rive de Tokoi dans le quartier de  Kallio, mais des spectacles et des expositions artistique peuvent avoir lieu dans tout Helsinki.

## Public
Le nombre de participants au Festival d'Helsinki depuis 2010:
| Année | Participants |
| ----- | ------------ |
| 2010  | 271 896      |
| 2011  | 192 365      |
| 2012  | 211 688      |
| 2013  | 217 913      |
| 2014  | 271 858      |
| 2015  | 295 970      |
| 2016  | 209 745      |
| 2017  | 212 836      |
| 2018  | 236 007      |
| 2019  | 247 787      |

## Artistes invités
| Décennie    | Artistes invités |
| ----------- | --- |
| années 1960 | Quatuor Borodine, Igor Oïstrakh, Ballet Cullberg, Bayerische Staatsoper, Batsheva Dance Company, Karlheinz Stockhausen, Sergiu Celibidache. |
| années 1970 | Ravi Shankar, Emil Gilels, Sviatoslav Richter, Orchestre philharmonique de New York, Opéra taïwanais, Ballet national du Sénégal, Mingus Big Band, Virtuosi di Roma, Ballet royal de Flandre, Gidon Kremer, Orchestre symphonique de Chicago, Théâtre Maxime-Gorki, Krystian Zimerman, Pablo Picasso (exposition). |
| années 1980 | Luciano Pavarotti, Orchestre philharmonique de Vienne, Nuova Compagnia di Canto Popolare, Orchestre National de France, Victoria Mullova, Elena Obraztsova, London Contemporary Dance Theatre, Bauhaus (exposition), City of Birmingham Symphony Orchestra, Quatuor de Cleveland, Tokyo String Quartet, Paul Taylor Dance Company, Carolyn Carlson group, Claudio Abbado, Leonard Bernstein, Daniel Barenboim                                      |
| années 1990 | Kiri te Kanawa, Ievgueni Nesterenko, Jessye Norman, Kazuo Ohno & Kronos Quartet, Quatuor Emerson, Eva Dahlgren, Radiohead, Massive Attack, Andy Warhol (exposition), Susanne Linke Dance Company, HIM, Apocalyptica, Jordi Savall, Cesaria Evora, Pierre Boulez, Frank Castorf, Christoph Marthaler, Simon Rattle |
| années 2000 | Orchestre du Théâtre Mariinsky, Mariza, Anish Kapoor, Orchestre philharmonique de Saint-Pétersbourg, Dmitri Hvorostovski, Christian Tetzlaff, Patti Smith, Orchestre philharmonique d'Oslo, Los de Abajo, Patricia Kaas, Tero Saarinen, Pina Bausch, Kaija Saariaho, Gotan Project, Kristian Smeds, Juliette Gréco, Mamma Andersson, Luc Tuymans, Jane Birkin, András Schiff, Peter Sellars, Berliner Philharmoniker                               |
| années 2010 | Caetano Veloso, Ievgueni Kissine, Martha Wainwright, DakhaBrakha, Allen Toussaint, Fatoumata Diawara, Jordi Savall, Rodrigo y Gabriela, Orchestre du Gewandhaus de Leipzig, Bill Frisell, James Thiérrée, Philip Glass, Yoko Ono & Thurston Moore, Hugh Masekela, Orchestre royal du Concertgebouw Los Lobos, Laurie Anderson & Kronos Quartet, Ginger Baker, Wiener Philharmoniker, Steve Reich, Giorgio Moroder, Anoushka Shankar, Daniel Lanois |